# Il programma comunista
Il programma comunista è un periodico a cadenza bimestrale, organo di stampa del Partito Comunista Internazionale, fondato nel 1952 da Amadeo Bordiga e da Bruno Maffi.

## Panoramica
Il programma comunista è una delle più antiche testate della sinistra comunista pubblicate in Italia, ha ospitato fino alla fine degli anni sessanta del XX secolo i contributi anonimi di Bordiga, il fondatore del Partito Comunista d'Italia, che a partire dal congresso di Lione del 1926 aveva rotto con la guida staliniana dell'Internazionale Comunista. I contributi di Bordiga apparvero sotto forma anonima così come quelli di tutti i collaboratori del periodico e il corpus è "di estremo rigore".
Attualmente il giornale viene stampato a Milano e ha una diffusione su scala nazionale, con collegamenti internazionali.